# Nummijärvi (sjö i Södra Österbotten)
Nummijärvi är en sjö i Finland. Den ligger i kommunen Kauhajoki i landskapet Södra Österbotten, i den sydvästra delen av landet, 270 km nordväst om huvudstaden Helsingfors. Nummijärvi ligger 160,5 meter över havet. Arean är 4,78 kvadratkilometer och strandlinjen är 14,62 kilometer lång. Sjön  ingår i Karvia å huvudavrinningsområde.   I omgivningarna runt Nummijärvi växer i huvudsak barrskog. Den sträcker sig 4,8 kilometer i nord-sydlig riktning, och 2,0 kilometer i öst-västlig riktning.